# 大口猴鯊
大口猴鯊（学名：Myersina macrostoma），又名大口犁突鰕虎魚，为鰕虎科犁突鰕虎魚屬下的一个种。其种加词“macrostoma”意为“大口的”。